# التحقيق المحلي
التحقيق المحلي في سياق إدارة الموارد البشرية هو بحث عن الحقيقة والوقائع والظروف المتعلقة بالتهم الموجهة من قبل صاحب العمل ضد موظفه. إنه تحقيق يجريه إدارة الشركة ضد موظفها بناء على اتهامه بارتكاب أفعال مخالفة معينة. تبدأ العملية بعد إصدار ما يسمى "رسالة إبداء السبب" إلى الموظف المتهم بارتكاب المخالفة. بمجرد اعتبر رد الموظف على الرسالة غير مرض يمكن بدء التحقيق المحلي.
تكفل العملية الحيادية في التحقيق ويتجلى ذلك في الطريقة التي يُسمح فيها للموظف بفرصة كاملة لتقديم قضيته بما في ذلك الأدلة التي تدعم حججه. بالإضافة إلى ذلك يُسجل العملية ويجب أن لا يكون المحققون ذوو علاقة بالحادثة أو الأشخاص المتورطين. هناك بلدان قد أقرت قوانين تغطي التحقيق المحلي. على سبيل المثال يتم تضمينه في المادة 75 (1) من مشروع قانون العلاقات الصناعية الهندي والذي يحد من التحقيق المحلي إلى 90 يوما.
من المهم أن نلاحظ أن التحقيق المحلي لا يصدر حكما أو يقرر عقابا حيث أنه مجرد مساع للكشف عن الحقائق. علاوة على ذلك يمكن للموظف أن يستجوب نتائج التحقيق بناء على جميع الأسباب المتاحة له في القانون وعلى الحقائق. من ناحية أخرى يمكن لإدارة الشركة أن تدافع عن إجراءاتها لاحقا بالاشارة إلى أن التحقيق المحلي تم إجراؤه بطريقة صحيحة.